# Мэнкс
Мэнская кошка (англ. Manx, мэн. Kayt Manninagh или  Stubbin) — порода кошек , возникшая на острове Мэн. Отличительной особенностью мэнских кошек обычно считается отсутствие хвоста, хотя в действительности не все представители этой породы бесхвосты. У хвостатых мэнских кошек длина хвоста может варьироваться от короткого «обрубка» до хвоста практически нормальной длины. Отсутствие хвоста является результатом естественной мутации (эффект основателя). Порода короткошёрстная: полудлинношёрстная разновидность называется кимрийской кошкой.

## История породы
Мэнкс - это порода кошек, возникшая естественным путем на острове Мэн, который расположен рядом с Ирландией. Существуют свидетельства того, что Мэнксы участвовали в выставках, которые проводились еще в XIX веке. К началу XX века Мэнкс уже был признанной породой в Европе и США. Фактически, эта порода была даже одной из первых, которая была включена в список Ассоциации любителей кошек (CFA).

## Биологические особенности
Ген, вызывающий отсутствие хвоста, отличается высокой пенетрантностью, поэтому котята мэнских кошек обычно рождаются бесхвостыми. Если наличие одного гена приводит к бесхвостости, то два гена, как правило, приводят к смерти котёнка, в связи с чем при разведении мэнских кошек обязательно, чтобы один родитель был хвостатым.

## Стандарт породы
Мэнксы - это средние по размеру кошки, как правило, широкие и мускулистые. Стандарты породы требуют круглой головы, закругленных ушей и больших округлых глаз. Задние лапы Мэнксов должны быть длиннее, чем передние, что приводит к тому, что крестец выглядит поставленным выше. Все кошки Мэнкс имеют двойной слой шерсти с мягким подшерстком и более грубой шерстью.
Кошки могут быть разных цветов и узоров, за исключением колор-поинтовых. Они могут быть белыми, черными, черепаховыми, биколорами, табби и любой другой их комбинации. Также допускаются такие окрасы, как шиншилла и дымчатые. 

## Содержание и уход
Мэнские кошки не требуют за собой особого ухода. Они чистоплотны и воспитанны и крайне редко создают проблемы для своих хозяев. Однако густая шерсть с плотным подшерстком, свойственная кошкам этой породы, требует внимания: необходимо вычесывать мэнкса не реже двух раз в неделю, а во время линьки – каждый день. Купать мэнских кошек нужно только по мере необходимости и обязательно со специальным шампунем. Кошкам этой породы необходимо сбалансированное, высококачественное питание. Котята растут очень быстро, достигая размеров взрослых кошек в возрасте всего нескольких месяцев, поэтому мэнксу требуется больше кальция и витаминов, чем кошкам других пород. Как правило, в помете мэнкса обычно бывает 3-4 котенка, если их будет больше, то не исключается возможность гибели плода. Если у кошки когда-либо рождалось большее количество котят, то в течение каждой последующей беременности ее должен регулярно осматривать ветеринар. За пару недель до родов полезно провести ультразвуковое или рентгенографическое исследование, чтобы определить, сколько котят ожидается.

## Классификация
Существует классификация по длине хвоста:
- Dimple rumpy или rumpy — отсутствие хвоста
- Riser или rumpy riser — короткий «обрубок», обычно скрытый под шерстью
- Stumpy — короткий хвост (короче обычной длины кошачьего хвоста)
- Tailed или longy — хвост обычной длины

## Характер
Они очень умны, охотно подхватывают трюки и играют в «принеси». Представителям данной породы нравится следовать за своими людьми по дому так же, как и прижиматься (постоянный телесный контакт). Эти кошки требуют много внимания, и их нельзя оставлять одних надолго.